# Agrobiologia
Agrobiologia – dziedzina biologii obejmująca badania zjawisk biologicznych w zakresie uprawy roślin i hodowli zwierząt w rolnictwie.